# Отиневицьке водосховище
Отиневицьке водосховище — водосховище, що розташоване у селі Отиневичі Жидачівського району Львівської області. Водосховище побудоване у 1960—1961 роках. Відомча приналежність — ВАТ «Львівоблрибокомбінат». Джерелами наповнення водосховища є річки Луг — ліва притока Дністра і Боберка — притока річки Луг та талі, дощові води.
Тип водосховища — заплавне. Вид регулювання стоку — сезонне. Площа озера — 1,97 км², повна ємність — 1,46 млн м³. Використовується для організації любительського та спортивного рибальства.
Режим роботи Отиневицького водосховища передбачає:
- порядок безпечного пропуску повені та паводків з метою недопущення шкідливої дії вод на навколишнє природне середовище та прилеглу територію;
- найбільш доцільний порядок заповнення водою водосховища для потреб риборозведення;
- забезпечення безаварійної роботи гребель, водозабірних та водоскидних споруд при експлуатації водосховища.

Греблею водосховища проходить автошлях О140504 Нові Стрілища — Ходорів.